# Neurey-lès-la-Demie
Neurey-lès-la-Demie là một xã ở tỉnh Haute-Saône trong vùng Bourgogne-Franche-Comté phía đông nước Pháp.